# Europas vestkyst
Europas vestkyst er - på trods af at der ofte refereres til den - ikke en entydigt afgrænset kyststrækning. Den kan dog defineres som det europæiske fastlands samlede kyst mod Norskehavet, Engelske Kanal og Atlanterhavet fra Norge i nord til Portugal i syd - eller videre langs Spaniens kyst mellem Portugal og Gibraltar til Gibraltarstrædet, der afgrænser Atlanterhavet fra Middelhavet.
Forfatteren og fotografen Jens Fink-Jensen udgav i 2008 fotorejsebogen Europas vestkyst - en fotorejse fra Skagen til Gibraltar, der for første gang skildrer den i alt 10.597 km lange kyststrækning - fra Skagen på Jyllands nordspids til Gibraltar - som et hele.
Strækningen fordeler sig med Danmark (481 km), Tyskland (1.180 km), Holland (451 km), Belgien (64 km), Frankrig (3.800 km), Spanien mellem Frankrig og Portugal (2.429 km), Portugal (1.793 km), Spanien mellem Portugal og Gibraltar (387 km) samt Gibraltar (12 km).

## Atlantvolden
Karakteristisk for Europas vestkyst er Atlantvolden, som er en forsvarslinje opført langs Europas vestkyst under 2. verdenskrig fra Norge til Spanien. De mange bunkeranlæg langs Jyllands vestkyst blev opført som en del af Atlantvolden.

## Fugletræk
Danske kortdistancetrækkere som fx stær, sanglærke og vibe trækker typisk ned langs Europas vestkyst til fx Storbritannien, Holland og Frankrig.